# Raffay Blanka
Raffay Blanka (Budapest, 1917. március 22. – Budapest, 1994. február 28.) magyar színésznő.

## Élete
Raffai Ágoston Lajos (1885–1936) számvevőségi főtisztviselő és Vass Blanka Vanda gyermekeként született. 1933–34-ben a miskolci, 1934–35-ben a debreceni, 1935–36-ban a Bethlen téri, 1936–39-ben a Belvárosi Színházban játszott. 1939–40-ben fellépett a Pódium Kabaréban, 1940-44 között a Kamara Varietében és a Moulin Rouge-ban. 1941–42-ben a Fővárosi Operettszínházban szerepelt. 1949–50-ben az Ifjúsági Színházban, 1951–1953 között a Vígszínházban, 1954-ben a Fővárosi Kis Színpadon, 1960–61-ben az Országos Erdész Színpadon játszott.

## Magánélete
Házastársa Rajcsányi László mérnök, olimpiai bajnok kardvívó volt volt, akivel 1941. július 5-én Budapesten, a Ferencvárosban kötött házasságot.

## Szerepei

### Fontosabb színházi szerepei
- Vera (Kästner–Neuner: Három ember a hóban)
- Ilike (De Fries K.: Száz piros rózsa)
- Asszony (Rosál–Tazsibájev: Dzsomárt szőnyege)

### Filmszerepei
- Hazajáró lélek (1940) – táncosnő
- Kölcsönkért férjek (1941) – Lucy, a Kelecsényi – lányok albérlője
- Estélyi ruha kötelező (1942) – Marie Dupont
- Egér a palotában (1942) – Sári
- Egy bolond százat csinál (1942) – Pirike, a „füst nélküli trafikoslány”
- Szováthy Éva (1943) – Angela, társalkodónő
- Ágrólszakadt úrilány (1943) – Sári, Csongor menyasszonya
- Zörgetnek az ablakon (1943)
- A két Bajthay (1943) – Amália, egyetemista lány
- Egy pofon, egy csók (1944) – Hubert Olga
- Csigalépcső (1957)